# Władcy Nemours
W XII i XIII stuleciu seniorat Nemours w Gatinais we Francji, znajdował się w posiadaniu rodziny Villebeon. W 1274 i 1276 r. Jan i Filip de Nemours sprzedali go królowi Francji Filipowi III. W 1364 r. Nemours, w randze hrabstwa, zostało przekazane Jeanowi III de Grailly. W 1404 r. król Karol VI Szalony poniósł hrabstwo do rangi księstwa w parostwie Francji i przekazał je królowi Nawarry Karolowi III, jako rekompensatę za zrzeczenie się przez tego ostatniego praw do rodowego hrabstwa Évreux w Normandii.
Kilkakrotnie konfiskowane księstwo powróciło do domeny królewskiej w 1504 r. po wygaśnięciu linii Armagnac-Pardiac. W 1507 r. król Ludwik XII przekazał hrabstwo swojemu kuzynowi, Gastonowi de Foix. Gaston zginął w 1512 r. pod Rawenną. Księstwo ponownie znalazło się w domenie królewskiej. Było ono później nadawane Giuliano de’ Medici i jego żonie Filibercie Sabaudzkiej w 1515 r., Ludwice Sabaudzkiej w 1524 r. i Filipowi Sabaudzkiemu w 1528 r. Potomkowie tego ostatniego posiadali księstwo do 1659 r., kiedy zmarł ostatni potomek Filipa. Król Ludwik XIV nadał je następnie swojemu bratu Filipowi Orleańskiemu. W posiadaniu domu orleańskiego księstwo Nemours znajdowało się do 1789 r.

## Dynastia Evreux (1404–1504)
- 1404–1425: Karol III Szlachetny
- 1425–1462: Eleonora Burbon

Herb książąt Nemours z rodu Armaniaków z Pardiac

- 1462–1477: Jakub Armagnac, książę Nemours
- 1484–1500: Jan Armagnacn, książę Nemours
- 1500–1503: Ludwik Armagnac, książę Nemours
- 1503–1503: Małgorzata Armagnac
- 1503–1504: Karolina Armagnac

## Dynastia z Foix  (1507–1512)
- 1507–1512: Gaston z Foix

## Medyceusze(1515–1524)
- 1515–1524: Filiberta Sabaudzka
- 1515–1516: Julian Medyceusz, mąż Filiberty

## Dynastia sabaudzka(1524–1672)

Herb książąt Nemours z domu sabaudzkiego

- 1524–1528: Ludwika Sabaudzka
- 1528–1533: Filip
- 1533–1585: Jakub
- 1585–1595: Karol Emanuel
- 1595–1632: Henryk I
- 1632–1641: Ludwik
- 1641–1652: Karol Amadeusz
- 1652–1659: Henryk II

## Burbonowie orleańscy (1672–1848)
- 1672–1701: Filip I
- 1701–1723: Filip II
- 1723–1752: Ludwik I
- 1752–1785: Ludwik Filip
- 1785–1793: Ludwik Filip Józef
- 1793–1830: Ludwik Filip I
- 1892–1896: Ludwik Karol
- 1896–1922: Gaston